# Clique bilabial nasal
O clique bilabial nasal é uma consoante de clique encontrada em algumas línguas da África Austral. O símbolo no Alfabeto Fonético Internacional que representa este som é ⟨ʘ̃⟩ ou ⟨ᵑʘ⟩.

## Características
- O mecanismo da corrente de ar é ingressivo lingual (também conhecido como ingressivo velárico), o que significa que uma bolsa de ar presa entre dois fechos é rarefeita por uma ação de "sucção" da língua, em vez de ser movida pela glote ou pelos pulmões/diafragma.[1]
- A liberação do fechamento para frente produz o som de "clique".[1]
- Os cliques sonoros e nasais têm uma corrente de ar egressiva pulmonar simultânea.[1]
- Seu local de articulação é bilabial, o que significa que está articulado com os dois lábios.[1]
- Sua fonação é expressa, o que significa que as cordas vocais vibram durante a articulação.[1]
- É uma consoante nasal, o que significa que o ar pode escapar pelo nariz, exclusivamente (plosivas nasais) ou adicionalmente pela boca.[1]

## Ocorrência
| Língua | Palavra | AFI      | Significado |
| ------ | ------- | -------- | ----------- |
| Damin  | m!ii    | [ʘ̃iː]    | Vegetal     |
| Tonga  | kumwa   | [kʼuʘ̃wa] | Beber       |
| Ndau   | mwana   | [ʘ̃wana]  | Criança     |

## Glotalizado
Artigo principal: Clique glotalizado
As línguas Tuu e Kx'a também possuem cliques nasais glotalizados. Estes são formados fechando a glote para que o clique seja pronunciado em silêncio; entretanto, qualquer vogal precedente será nasalizada.